# Heoclisis japonica
Heoclisis japonica is een insect uit de familie van de mierenleeuwen (Myrmeleontidae), die tot de orde netvleugeligen (Neuroptera) behoort. 
Heoclisis japonica is voor het eerst wetenschappelijk beschreven door Hagen in 1866.